# André Lotterer
André Lotterer, nemški dirkač, * 19. november 1981, Duisburg, Zahodna Nemčija.
Lotterer je v sezoni 2011 osvojil naslov prvaka v seriji Formula Nippon, kjer nastopa od sezone sezoni 2003, v letih 2011, 2012 in 2014 je zmagal na dirki za 24 ur Le Mansa z Audijem. V sezoni 2014 je debitiral v Svetovnem prvenstvu Formule 1, ko je s Caterhamom nastopil na dirki za Veliko nagrado Belgije in odstopil, v prvenstvu skupno pa ni bil uvrščen brez osvojenih točk. 

## Rezultati Formule 1
(legenda) (odebeljene dirke pomenijo najboljši štartni položaj, poševne pa najhitrejši krog, †-uvrščen kljub odstopu)
| Leto | Moštvo           | Šasija        | Motor                          | 1   | 2   | 3   | 4   | 5   | 6   | 7   | 8   | 9  | 10  | 11  | 12      | 13  | 14  | 15  | 16  | 17  | 18  | 19  | Prv | Toč |
| ---- | ---------------- | ------------- | ------------------------------ | --- | --- | --- | --- | --- | --- | --- | --- | -- | --- | --- | ------- | --- | --- | --- | --- | --- | --- | --- | --- | --- |
| 2014 | Caterham F1 Team | Caterham CT05 | Renault Energy F1-2014 1.6 V6t | AVS | MAL | BAH | KIT | ŠPA | MON | KAN | AVT | VB | NEM | MAD | BEL Ret | ITA | SIN | JAP | RUS | ZDA | BRA | ABU | NC  | 0   |

| Športni dosežki                                          | Športni dosežki                                                                  | Športni dosežki                                   |
| -------------------------------------------------------- | -------------------------------------------------------------------------------- | ------------------------------------------------- |
| Predhodnik: Timo Bernhard Romain Dumas Mike Rockenfeller | Zmagovalec 24 ur Le Mansa 2011–2012 sotekmovalca: Benoît Tréluyer Marcel Fässler | Naslednik: Allan McNish Tom Kristensen Loïc Duval |
| Predhodnik: Allan McNish Tom Kristensen Loïc Duval       | Zmagovalec 24 ur Le Mansa 2014 sotekmovalca: Benoît Tréluyer Marcel Fässler      | Naslednik: Earl Bamber Nick Tandy Nico Hülkenberg |
| Predhodnik: João Paulo de Oliveira                       | Prvak Formule Nippon 2011                                                        | Naslednik: Kazuki Nakadžima                       |